# Ферфілд (Теннессі)
Ферфілд (англ. Fairfield) — переписна місцевість (CDP) в США, в окрузі Самнер штату Теннессі. Населення — 141 особа (2020).

## Географія
Ферфілд розташований за координатами 36°37′15″ пн. ш. 86°20′33″ зх. д. / 36.62083° пн. ш. 86.34250° зх. д. (36.620881, -86.342491).  За даними Бюро перепису населення США в 2010 році переписна місцевість мала площу 2,57 км², уся площа — суходіл.

## Демографія
Згідно з переписом 2010 року, у переписній місцевості мешкала 131 особа в 49 домогосподарствах у складі 38 родин. Густота населення становила 51 особа/км².  Було 56 помешкань (22/км²).
Расовий склад населення:
| - 94,7 % — білих - 1,5 % — вихідців з тихоокеанських островів - 1,5 % — корінних американців - 1,5 % — осіб інших рас |

До двох чи більше рас належало 0,8 %. Частка іспаномовних становила 2,3 % від усіх жителів.
За віковим діапазоном населення розподілялося таким чином: 21,4 % — особи молодші 18 років, 68,7 % — особи у віці 18—64 років, 9,9 % — особи у віці 65 років та старші. Медіана віку мешканця становила 39,5 року. На 100 осіб жіночої статі у переписній місцевості припадало 95,5 чоловіків;  на 100 жінок у віці від 18 років та старших — 106,0 чоловіків також старших 18 років.
Середній дохід на одне домашнє господарство  становив 35 133 долари США (медіана — 40 833), а середній дохід на одну сім'ю — 40 738 доларів (медіана — 41 354). За межею бідності перебувало 2,6 % осіб, у тому числі 0,0 % дітей у віці до 18 років та 6,9 % осіб у віці 65 років та старших.
Цивільне працевлаштоване населення становило 91 особа. Основні галузі зайнятості: освіта, охорона здоров'я та соціальна допомога — 64,8 %, науковці, спеціалісти, менеджери — 8,8 %, мистецтво, розваги та відпочинок — 8,8 %.